# Arlington Assembly
Arlington Assembly is een autoassemblagefabriek van de Amerikaanse automultinational General Motors in Arlington in de staat Texas.

## Geschiedenis
De fabriek werd geopend in 1954 voor de assemblage van vliegtuigen en auto's. Het eerste automodel dat in '54 van de band rolde was de Pontiac Star Chief. De site is vooral een autofabriek geworden. In 1963 werd een tweede shift gestart en dat jaar werden 95.619 auto's gebouwd. Op 13 november 1968 nam de fabriek voor het eerste een vrouwelijke arbeidster in dienst. In 1996 begon een investeringsprogramma van 250 miljoen dollar om de fabriek om te vormen van personenwagenproductie naar SUV-productie. In 2000 volgde een investering van 500 miljoen USD voor modernisering en uitbreiding waarbij het fabrieksterrein verdubbelde in oppervlakte. Vandaag de dag produceert Arlington Assembly General Motors' SUV's waaronder de Chevrolet Tahoe en de Cadillac Escalade. In totaal produceerde de fabriek reeds meer dan 7,5 miljoen auto's.

## Gebouwde modellen
| Afbeelding | Model                 | Periode             |  | Afbeelding | Model                      | Periode             |
| ---------- | --------------------- | ------------------- |  | ---------- | -------------------------- | ------------------- |
|            | Buick Roadmaster      | 1954-1958 1992-1996 |  |            | Buick Special              | 1954-1958           |
|            | Buick Super           | 1954-1958           |  |            | Oldsmobile 88              | 1954-1965 1988-1990 |
|            | Oldsmobile 98         | 1954-1965           |  |            | Pontiac Starchief          | 1954-1959           |
|            | Pontiac Chieftain     | 1954-1959           |  |            | Buick Century              | 1955-1958           |
|            | Buick Electra         | 1959-1963           |  |            | Buick LeSabre              | 1959-1963           |
|            | Buick Invicta         | 1959-1963           |  |            | Pontiac Catalina           | 1960-1970           |
|            | Pontiac Bonneville    | 1960-1970           |  |            | Pontiac Ventura            | 1960-1967           |
|            | Oldsmobile Starfire   | 1962-1965           |  |            | Chevrolet Biscayne         | 1963-1970           |
|            | Chevrolet Impala      | 1963-1970           |  |            | Chevrolet Bel Air          | 1963-1970           |
|            | Chevrolet Caprice     | 1966-1967 1988-1996 |  |            | Pontiac Tempest            | 1968-1970           |
|            | Pontiac GTO           | 1968-1970           |  |            | Pontiac LeMans             | 1968-1970           |
|            | Chevrolet Chevelle    | 1968-1977           |  |            | Oldsmobile Cutlass         | 1971-1981           |
|            | Chevrolet Monte Carlo | 1972-1987           |  |            | Chevrolet El Camino        | 1973-1977 1979-1984 |
|            | GMC Sprint            | 1975-1977           |  |            | Oldsmobile Cutlass Supreme | 1978-1981 1984-1987 |
|            | Chevrolet Malibu      | 1978-1983           |  |            | Buick Regal                | 1982-1983           |
|            | Cadillac Brougham     | 1988-1993           |  |            | Cadillac Fleetwood         | 1994-1996           |
|            | GMC Sierra            | 1997-1999           |  |            | Chevrolet Tahoe            | 1998+               |
|            | Chevrolet Suburban    | 2001+               |  |            | GMC Yukon                  | 1998+               |
|            | Cadillac Escalade     | 1998+               |  |            |                            |                     |